# زاخاروو (استان بلگورود)
زاخاروو (انگلیسی: Zakharovo, Belgorod Oblast) یک شهرک در بخش چرمنیانسکی استان بلگورود کشور روسیه است.